# Aillutticus rotundus
Aillutticus rotundus là một loài nhện trong họ Salticidae.
Loài này thuộc chi Aillutticus. Aillutticus rotundus được María Elena Galiano miêu tả năm 1987.